# 准矿物

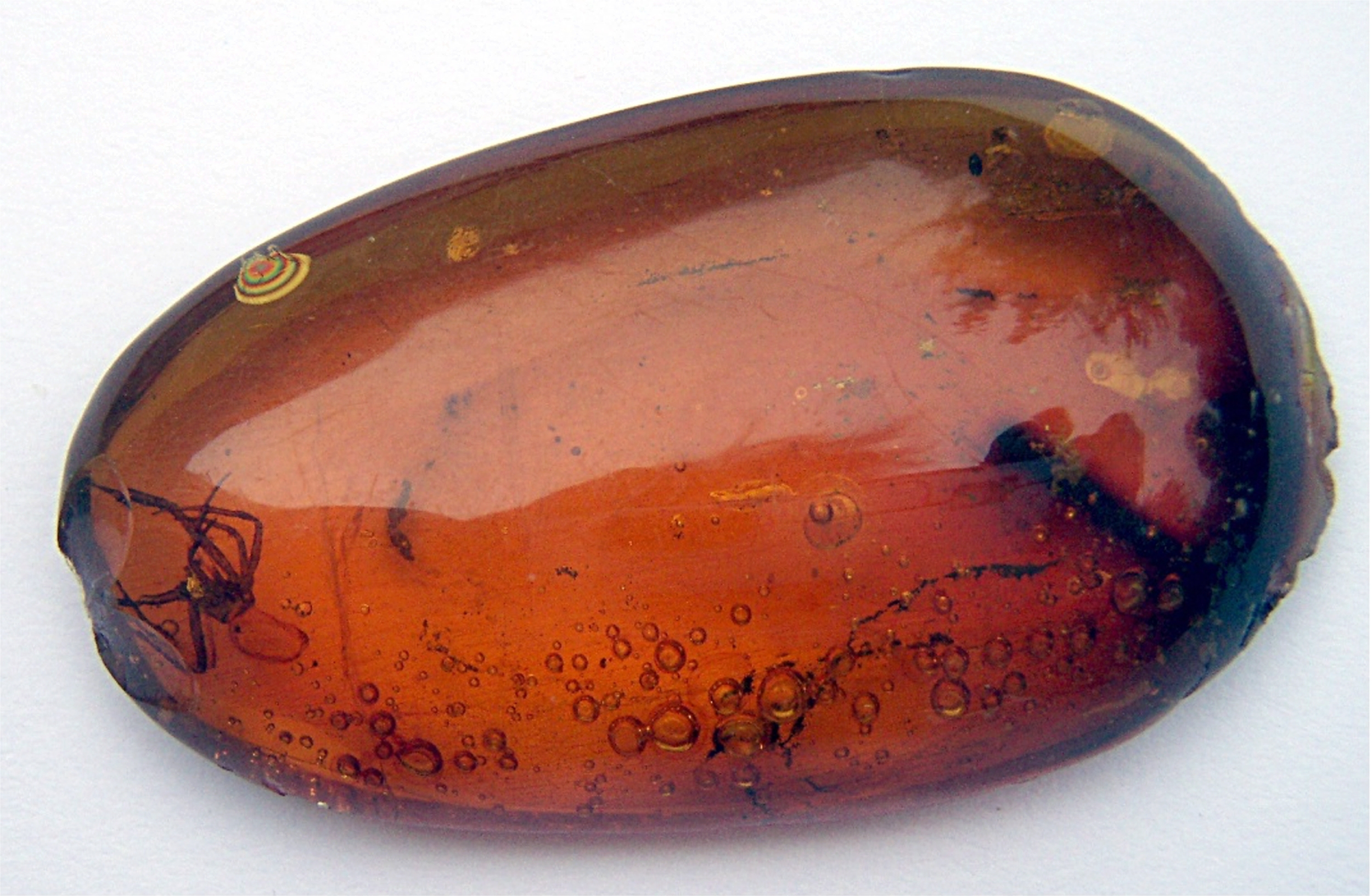
琥珀是一种常见的准矿物。上图为包含蜘蛛化石的琥珀标本

准矿物（英語：mineraloid）是指形似矿物但却不具有晶体结构的物质。准矿物都是天然形成的，常常有类似于矿物的外观和色泽，但是其微观结构缺乏有序的原子排列（即晶体结构）。多数时候，准矿物也缺少成为矿物所要求的确定的化学成分。准矿物有时会含有一些通常不被认为是矿物的化学成分，譬如有机物。例如，黑曜石是一种无定形的火山玻璃，而非晶体；煤精是由腐化的木头在极端的压力下变质而成的；蛋白石是由无定形的非晶态二氧化硅所构成；珍珠被一些人认为是矿物，因为它的结构中含有碳酸钙，但是比较科学的分类应将其列入准矿物，因为其晶体是被有机化合物键合而成，并且其缺少固定的成分比例。

## 准矿物和矿物的相互转化
晶体具有最小内能的特性，在相同的热力学条件下，晶体的内能比非晶体低，因而同等条件下处于晶态的矿物较处于非晶态的准矿物更稳定。准矿物常有自发晶化形成矿物的趋势，即在漫长的地质演化中，逐渐由非晶体结晶形成晶体矿物。例如，起始是非晶态的钟乳石和玛瑙经过晶化作用后会演变成晶态的方解石和石英。
与之相应，晶态的矿物在一定条件下也可以转化为非晶态准矿物。例如，在放射性蜕变能量的作用下，晶态的矿物锆石可以转化为非晶态的准矿物水锆石，这种作用被称为非晶化作用（也叫蜕晶作用），而被转化生成的准矿物被称为变生矿物。非晶化作用需要输入外界能量（如放射性蜕变能）。

## 常见的准矿物

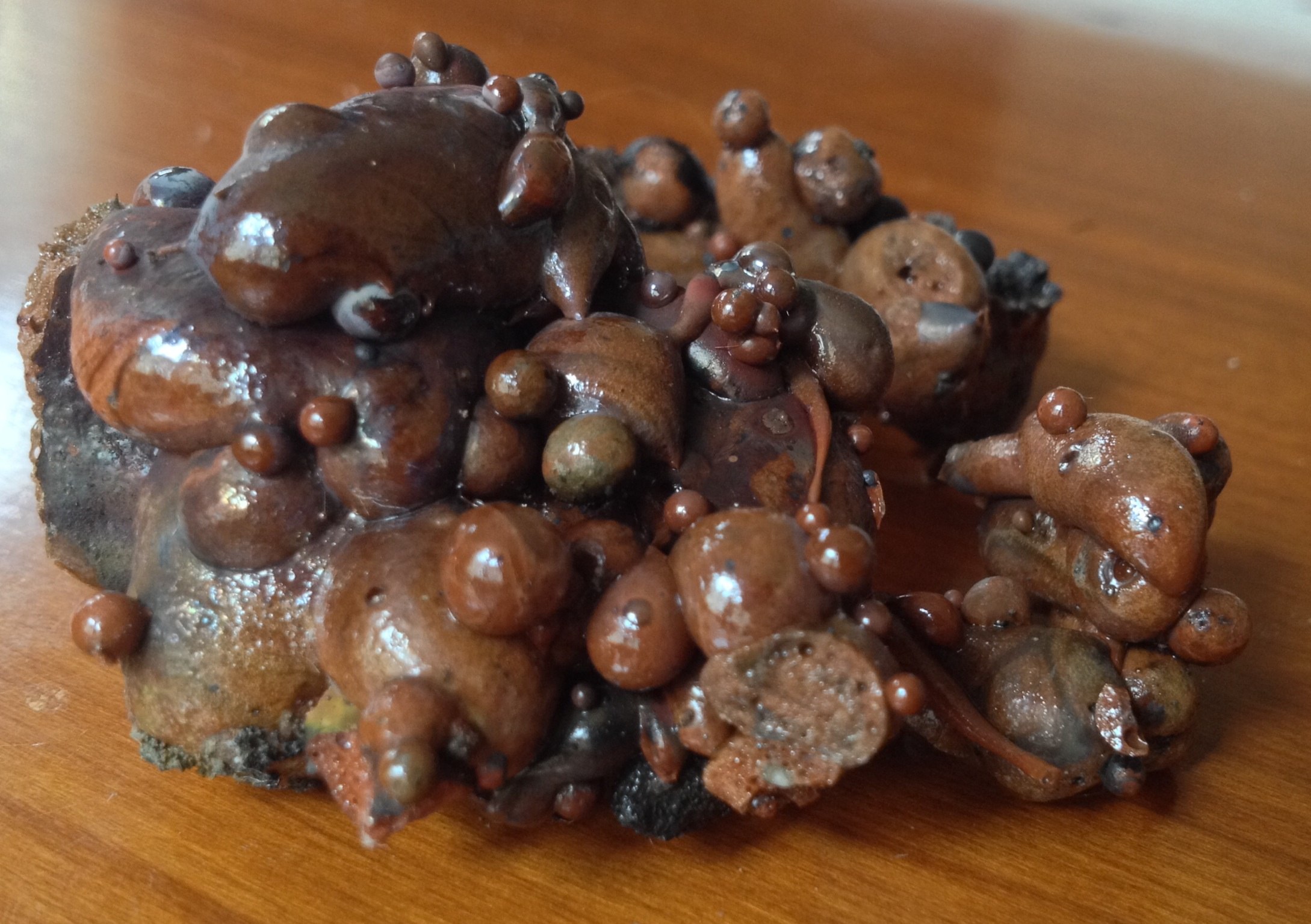
高压电线电弧放电击中土地形成的焦石英标本

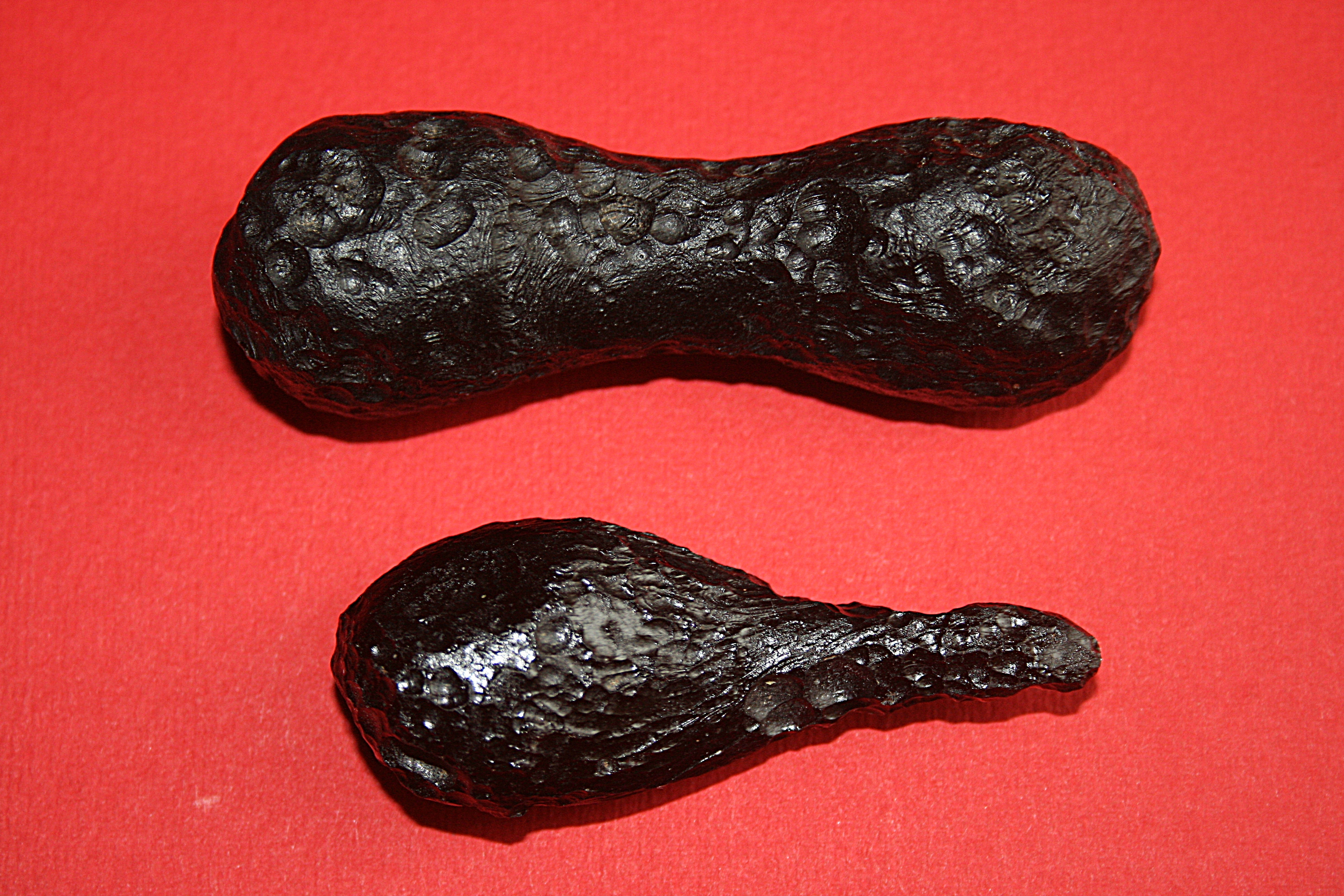
两枚玻璃陨石标本

- 琥珀： 化石化的树脂，无晶体结构，有机物。
- 硬胶： 硫化的天然或合成橡胶，无晶体结构，有机物。
- 煤精： 非常致密的在煤，无晶体结构，有机物。
- 焦石英：无定形的二氧化硅玻璃，经常由雷击时产生高温熔化的沙子形成。
- 褐铁矿： 多种含铁氧化物的混合物，无晶体结构。
- 水银：液体，但却是国际矿物学学会合法矿物名。
- 黑曜石： 火山玻璃，是玻璃和石英的混合物，无晶体结构。
- 蛋白石： 无定形的二氧化硅, 可视为矿物的混合物，为国际矿物学学会合法矿物名。
- 珍珠：有机键合的碳酸盐。
- 石油： 液体，有机物。
- 焦性沥青（英语：Pyrobitumen）：无定形的化石状石油，无晶体结构，有机物。
- 玻璃陨石：陨石中含有的硅酸盐玻璃。